# مدرسة يو تشونغ الدولية
مدرسة يو تشونغ الدولية هي مدرسة دولية خاصة تقع في الصين.

## الروابط الخارجية
1. ↑  "معلومات عن مدرسة يو تشونغ الدولية على موقع ido.ringgold.com". ido.ringgold.com. مؤرشف من الأصل في 2021-05-13.
2. ↑  "معلومات عن مدرسة يو تشونغ الدولية على موقع isni.org". isni.org. مؤرشف من 0004 1799 7126 الأصل في 2020-03-25. اطلع عليه بتاريخ 2021-05-13. {{استشهاد ويب}}: تحقق من قيمة |مسار= (مساعدة)

- Yew Chung Education Foundation
- Yew Chung International School
- Yew Chung International School of Beijing
- Yew Chung International School of Shanghai
- Yew Chung International School of Chongqing
- Yew Chung International School of Qingdao
- YCIS Silicon Valley